# ترمینال (فیلم ۲۰۰۴)
ترمینال (به انگلیسی: The Terminal) نام فیلمی در ژانر کمدی-درام به کارگردانی استیون اسپیلبرگ و نویسندگی اندرو نیکول و ساشا گرواسی است که در سال ۲۰۰۴ به نمایش درآمد. هنرپیشه‌های اصلی این فیلم تام هنکس و کاترین زیتا جونز هستند. این فیلم داستان مردیست که از کشوری به نام کارکوزیا به فرودگاه بین‌المللی جان اف کندی آمده‌است و به دلیل کودتا در کشورش توسط گروهی شبه نظامی اجازه ورود به آمریکا را پیدا نمی‌کند. در عین حال به علت وقوع انقلاب در کشورش امکان بازگشتش نیز وجود ندارد. هدف او از سفر به آمریکا تکمیل امضاهای هنرمندان جاز در عکس روزی عالی در هارلم است. این فیلم الهام گرفته از کتاب مرد ترمینال است.
این فیلم از داستان مهران کریمی ناصری پناهنده ایرانی، که به علت گم شدن مدارک پناهندگی خود از سال ۱۹۸۸ تا سال ۲۰۰۶ در ترمینال یکی از فرودگاه‌های نزدیک پاریس زندگی می‌کرد الهام گرفته شده‌است و ۲۵۰ هزار دلار به وی بدین خاطر پرداخت گردید.